# Kintetsu série 22000
La série 22000 (22000系, 22000-kei) est un type de rame automotrice électrique exploité par la compagnie Kintetsu au Japon.

## Description
La série comprend 28 rames fabriquées par Kinki Sharyo, composés de 2 voitures (13 rames) ou 4 voitures (15 rames). Elles sont surnommées "ACE" pour Advanced (avancé), Comfort (confort),  Common (commun à toutes les lignes), Easy-operation (facile à opérer) et Express.

## Histoire
Les premières rames de la série 22000 ont été introduites le 19 mars 1992.

## Services
Les rames sont affectées aux services Limited Express sur la plupart du réseau de la Kintetsu.

## Galerie photos

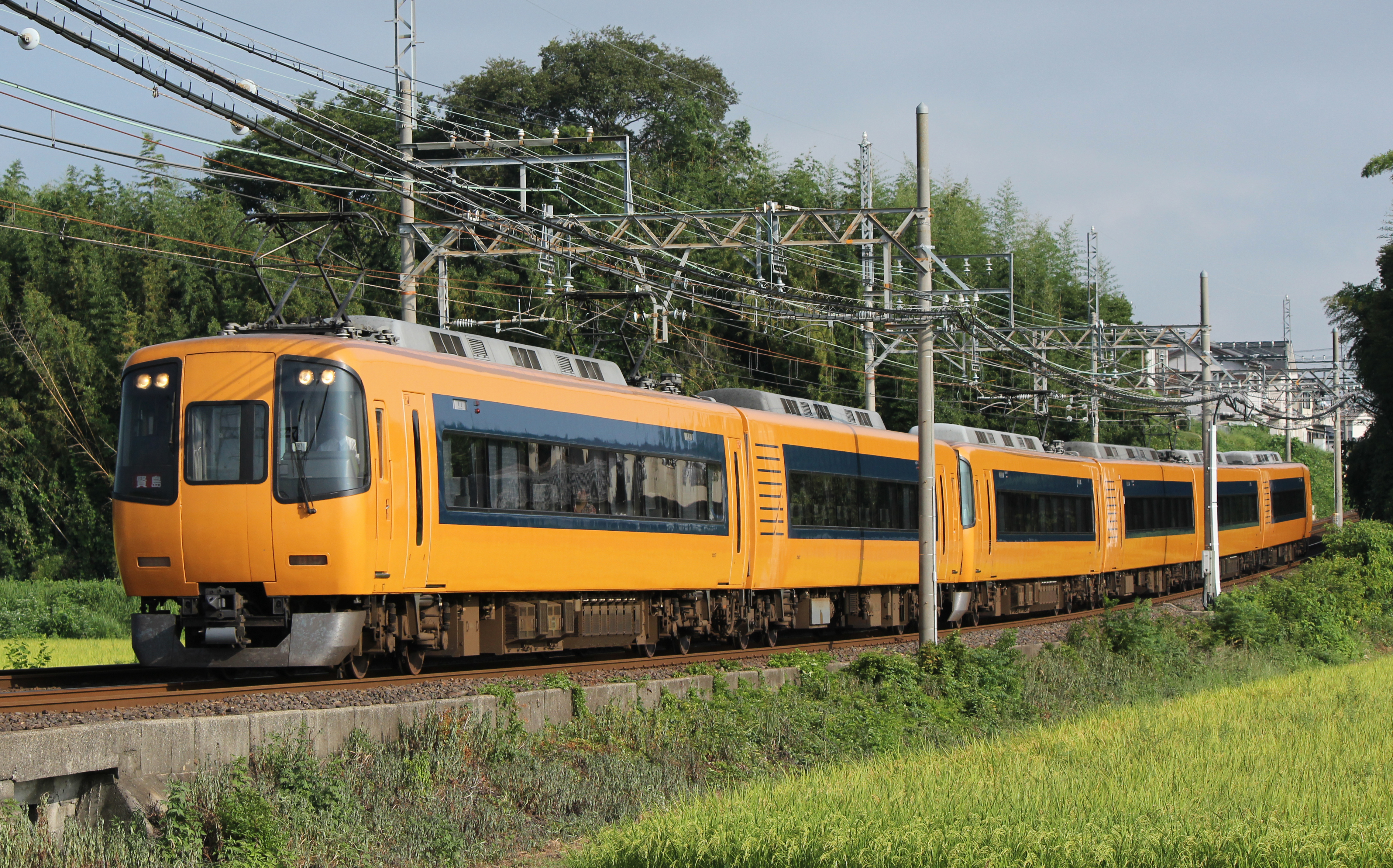
Première livrée.
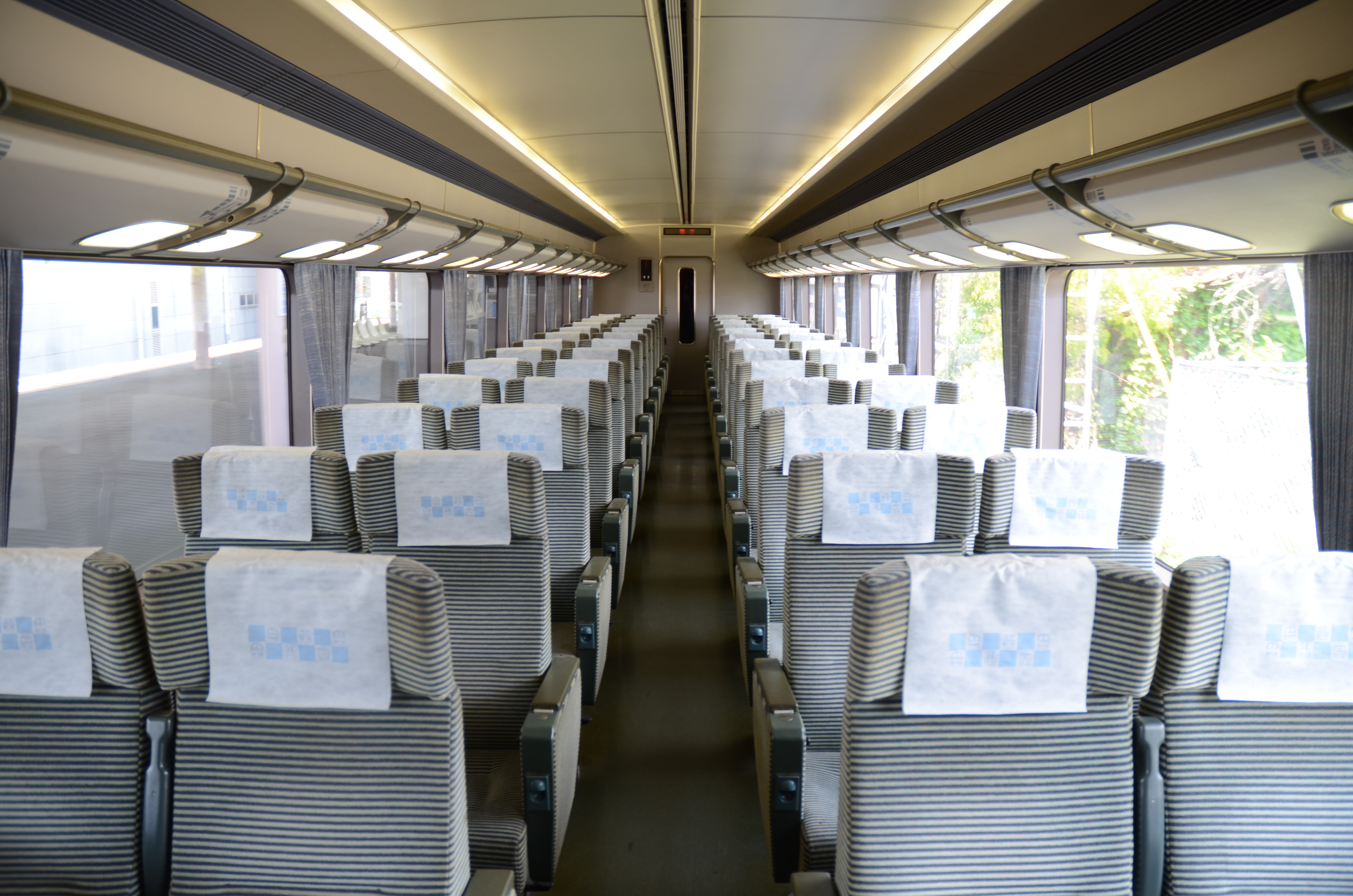
Intérieur de la classe standard.
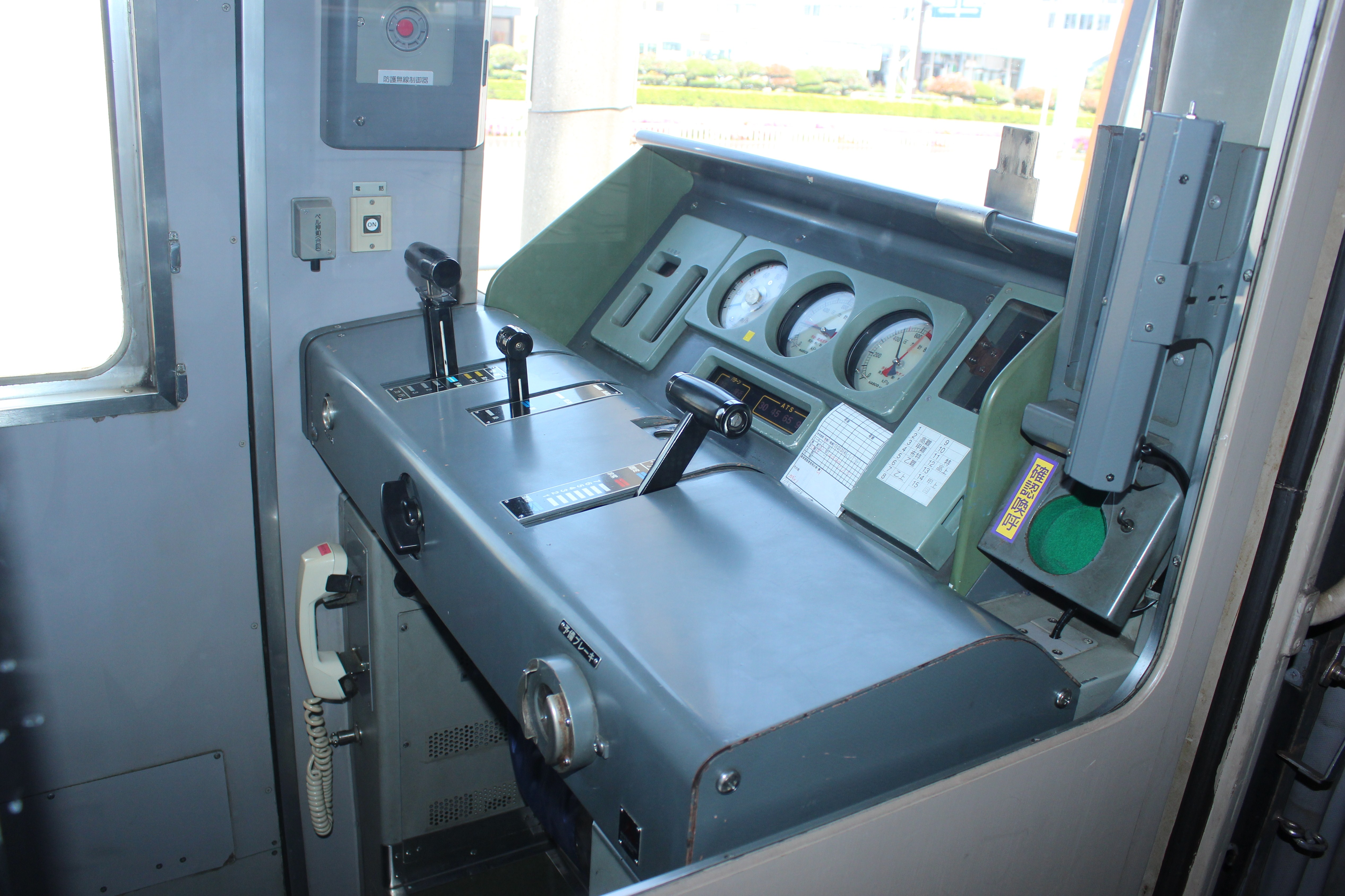
Cabine de conduite.